# Ga Namtaeryeong
Ga Namtaeryeong là ga nằm trên Tàu điện ngầm vùng thủ đô Seoul tuyến 4. Đây ga phía nam cuối cùng trên tuyến 4 quản lý bởi Tổng công ty Vận tải Seoul.
Tên của ga này có nghĩa là "đi qua phía nam lớn," nói đến một đường đi nối giữa Seoul và Gwacheon, giữa Mt. Gwanak và Mt. Umyeon.
Hầu hết các tuyến đường sắt các tỉnh ở Hàn Quốc được xây dựng với chuyên môn của Nhật Bản khi Hàn Quốc chịu Nhật thuộc. Xe lửa này vẫn còn chạy bên phía đường ray bên trái của các tuyến đường sắt. Nhưng tàu điện ngầm Seoul, được xây dựng sau những năm 1970, chạy bên phía đường ray bên phải. Do đó, giữa ga Namtaeryeong và Seonbawi, nơi hai tuyến nối nhau, đường sắt dưới lòng đất vượt qua từ phía bên tay phải ở Namtaeryeong đến phía tay trái ở Seonbawi.

## Bố trí ga
| Sadang ↑   |
| S/B N/B \| |
| ↓ Seonbawi |

| Hướng Bắc | ● Tuyến 4 | ← Hướng đi Jinjeop |
| Hướng Nam | ● Tuyến 4 | → Hướng đi Oido →  |